# Pîsanka, Dolînska
Pîsanka (în ucraineană Писанка) este un sat în comuna Malovodeane din raionul Dolînska, regiunea Kirovohrad, Ucraina.

## Demografie
Componența lingvistică a localității Pîsanka
     Ucraineană (95,77%)
     Rusă (4,23%)
Conform recensământului din 2001, majoritatea populației localității Pîsanka era vorbitoare de ucraineană (95,77%), existând în minoritate și vorbitori de rusă (4,23%).